# Fall, I Will Follow
Fall, I Will Follow es el quinto álbum oficial de la banda alemana Lacrimas Profundere en este ya se cambiaba totalmente el género Doom metal inclinándose parcialmente hacia el Gothic Rock  o como ellos le llaman rock'n'sad. Inclusive, en algunas ediciones el álbum se subtitula The Rock N' Sad project. El disco sólo presenta unos guturales distorsionados en la canción Sear Me Pale Sun y continúa la transición de Burning: A Wish. Fall: I Will Follow puede ser considerado como el disco más experimental de Lacrimas Profundere (dentro del terreno del Rock gótico claro está), pues sacrificando en muchas partes la típica melancolía del grupo, fue capaz de sintetizar un rock gótico de guitarras pesadas, con partes de stoner rock/metal, el uso del Órgano Hammond por parte de Christian Steiner, reminiscente de The Doors y algunos solos de guitarra que no volverían a aparecer en la historia de este acto hasta Songs for the Last View, e incluso partes de Trip Hop como se ve en la canción Sear Me Pale Sun. Tanto es así, que según los comentarios del propio Oliver Nikolas en algunas entrevistas, este disco intentaba combinar un Hard rock "a la vieja escuela" con los elementos depresivos característicos de la banda. 
En vivo, la banda toca generalmente For Bad Times y I Did It for You.

## Lista de canciones
1. "For bad times"
2. "Adorertwo"
3. "Last"
4. "I Did It for You"
5. "Sear Me Pale Sun"
6. "The Nothingship"
7. "Liquid"
8. "Under Your..."
9. "...and Her Enigma"
10. "Fornever"

## Créditos
- Oliver Nikolas Schmid - Guitarra líder, guitarras limpias
- Christopher Schmid - Voz
- Christian Steiner - Teclado, piano Hammond, piano
- Rico Galvagno / Daniel Lechner - Bajo
- Willi Wurm - Batería
- Marco Praschberger - Guitarra rítmica